# Cyclargus ammon
Espèce
Synonymes
- Lycaena ammon Lucas, 1857
- Hemiargus ammon (Lucas, 1857)

Cyclargus ammon est une espèce de lépidoptères (papillons) de la famille des Lycaenidae et de la sous-famille des Polyommatinae. Elle est originaire des Antilles et de Floride.

## Noms vernaculaires
En anglais, Cyclargus ammon est appelée Nickerbean Blue.

## Description
L'imago de Cyclargus ammon est un petit papillon au dessus des ailes bleu.
Le revers des ailes est gris rayé avec aux ailes postérieures deux lunules bleu vif, cerclées d'orange chez certaines sous-espèces.

## Biologie

### Phénologie
Le papillon vole toute l'année en Floride.

### Plantes hôtes
La plante hôte des chenilles est Caesalpinia bahamensis.

## Systématique
L'espèce Cyclargus ammon a été décrite en 1857 par l'entomologiste français Hippolyte Lucas sous le nom initial de Lycaena ammon.
Elle a ensuite longtemps été placée dans le genre Hemiargus.
En 1945, elle a été désignée comme espèce type d'un nouveau genre appelé Cyclargus, scindé d'Hemiargus par Nabokov.

## Distribution géographique et sous-espèces
Cyclargus ammon est présente dans la péninsule de Floride, dans l'archipel des Keys et aux Antilles.
L'espèce est divisée en plusieurs sous-espèces géographiques, dont la liste peut varier en fonction des sources ; le site Funet cite les suivantes :
- Cyclargus ammon ammon (Lucas, 1857) — Sud de la Floride, Keys, Cuba, île de la Jeunesse[3].
- Cyclargus ammon erembis Nabokov, 1948 — Îles Caïmans — parfois considérée comme une espèce distincte[3].
- Cyclargus ammon bahamensis (Clench, 1943) — Bahamas.
- Cyclargus ammon clenchi (Miller, Simon & Harvey, 1992) — Bahamas, îles Turques-et-Caïques.
- Cyclargus ammon noeli (Comstock & Huntington, 1943) — Hispaniola et îles alentour.
- Cyclargus ammon woodruffi (Comstock & Huntington, 1943) — Mona, Culebra et îles alentour, îles Vierges, îles du Vent[3].

Les quatre dernières sous-espèces ci-dessus sont parfois attribuées à l'espèce voisine Cyclargus thomasi qui, au sens strict, est présente dans le Sud de la Floride et aux Bahamas, et était auparavant elle-même considérée par certains auteurs comme une sous-espèce de C. ammon.

## Protection
L'espèce n'a pas de statut de protection particulier[Où ?][réf. nécessaire].

## Philatélie
Ce papillon figure sur un timbre-poste de Cuba de 1991 (valeur faciale : 50 c.)[réf. souhaitée].